# Sizwe Ndlovu
Sizwe Lawrence Ndlovu (* 24. September 1980 in Johannesburg) ist ein südafrikanischer Ruderer und Olympiasieger von 2012 im Leichtgewichts-Vierer ohne Steuermann.
Ndlovu begann 1997 mit dem Rudersport und startete 1999 bei den Junioren-Weltmeisterschaften. 2002 nahm er erstmals mit dem südafrikanischen Leichtgewichts-Vierer ohne Steuermann am Weltcup teil. Seine besten Platzierungen erreichte er 2005 mit siebten Plätzen beim Weltcup in Luzern und bei den Weltmeisterschaften in Gifu. Ein internationales A-Finale erreichte Ndlovu erstmals beim Weltcup 2012 in Luzern, als der südafrikanische Leichtgewichts-Vierer ohne Steuermann mit James Thompson, Matthew Brittain, John Smith und Sizwe Ndlovu den zweiten Platz hinter dem chinesischen Boot erreichte und vor den Briten und Dänen ins Ziel kam.
Bei den Olympischen Spielen 2012 erreichten die Chinesen nicht das Finale, der südafrikanische Vierer mit Thompson, Brittain, Smith und Ndlovu gewann olympisches Gold vor den Gastgebern aus Großbritannien und den olympischen Titelverteidigern aus Dänemark. Diese Goldmedaille war die erste olympische Goldmedaille für südafrikanische Ruderer überhaupt und die zweite Medaille nach Bronze im Zweier ohne Steuermann 2004.

## Ehrungen
2017 wurde Ndlovu der Order of Ikhamanga in Silber verliehen.